# Bicomplejo variacional
En matemáticas, la teoría lagrangiana sobre fibrados está formulada globalmente en términos algebraicos del bicomplejo variacional, sin necesidad de recurrir al cálculo de variaciones. Por ejemplo, este es el caso de la teoría clásica de campos sobre haces de fibras (teoría de campos covariantes clásica).
El bicomplejo variacional es un complejo de cadenas del álgebra diferencial graduada de formas exteriores sobre variedades de jets de secciones de un haz de fibras. Los lagrangianos y los operadores de Euler–Lagrange en un haz de fibras se definen como elementos de este bicomplejo. La cohomología del bicomplejo variacional conduce a la primera fórmula variacional global y al primer teorema de Noether.
Extendido a la teoría lagrangiana de campos pares e impares en variedades clasificadas, el bicomplejo variacional proporciona una formulación matemática estricta de la teoría de campos clásica en un caso general de lagrangianos degenerados reducibles y de la teoría BRST lagrangiana.